# Libreville
Libreville là thủ đô và thành phố lớn nhất của Gabon. Thành phố này là một hải cảng bên sông Komo, gần vịnh Guinea, và là một trung tâm thương mại gỗ. Tính đến  năm 2012, dân số thành phố được ước tính là 797.003.

## Khí hậu
Libreville có khí hậu nhiệt đới gió mùa (phân loại khí hậu Köppen Am). Nhiệt độ tương đối ổn định trong suốt cả năm.
| Dữ liệu khí hậu của Libreville    | Dữ liệu khí hậu của Libreville | Dữ liệu khí hậu của Libreville | Dữ liệu khí hậu của Libreville | Dữ liệu khí hậu của Libreville | Dữ liệu khí hậu của Libreville | Dữ liệu khí hậu của Libreville | Dữ liệu khí hậu của Libreville | Dữ liệu khí hậu của Libreville | Dữ liệu khí hậu của Libreville | Dữ liệu khí hậu của Libreville | Dữ liệu khí hậu của Libreville | Dữ liệu khí hậu của Libreville | Dữ liệu khí hậu của Libreville |
| Tháng                             | 1                              | 2                              | 3                              | 4                              | 5                              | 6                              | 7                              | 8                              | 9                              | 10                             | 11                             | 12                             | Năm                            |
| --------------------------------- | ------------------------------ | ------------------------------ | ------------------------------ | ------------------------------ | ------------------------------ | ------------------------------ | ------------------------------ | ------------------------------ | ------------------------------ | ------------------------------ | ------------------------------ | ------------------------------ | ------------------------------ |
| Trung bình ngày tối đa °C (°F)    | 29.5 (85.1)                    | 30.0 (86.0)                    | 30.2 (86.4)                    | 30.1 (86.2)                    | 29.4 (84.9)                    | 27.6 (81.7)                    | 26.4 (79.5)                    | 26.8 (80.2)                    | 27.5 (81.5)                    | 28.0 (82.4)                    | 28.4 (83.1)                    | 29.0 (84.2)                    | 28.6 (83.5)                    |
| Trung bình ngày °C (°F)           | 26.8 (80.2)                    | 27.0 (80.6)                    | 27.1 (80.8)                    | 26.6 (79.9)                    | 26.7 (80.1)                    | 25.4 (77.7)                    | 24.3 (75.7)                    | 24.3 (75.7)                    | 25.4 (77.7)                    | 25.7 (78.3)                    | 25.9 (78.6)                    | 26.2 (79.2)                    | 25.9 (78.6)                    |
| Tối thiểu trung bình ngày °C (°F) | 24.1 (75.4)                    | 24.0 (75.2)                    | 23.9 (75.0)                    | 23.1 (73.6)                    | 24.0 (75.2)                    | 23.2 (73.8)                    | 22.1 (71.8)                    | 21.8 (71.2)                    | 23.2 (73.8)                    | 23.4 (74.1)                    | 23.4 (74.1)                    | 23.4 (74.1)                    | 23.3 (73.9)                    |
| Lượng mưa trung bình mm (inches)  | 250.3 (9.85)                   | 243.1 (9.57)                   | 363.2 (14.30)                  | 339.0 (13.35)                  | 247.3 (9.74)                   | 54.1 (2.13)                    | 6.6 (0.26)                     | 13.7 (0.54)                    | 104.0 (4.09)                   | 427.2 (16.82)                  | 490.0 (19.29)                  | 303.2 (11.94)                  | 2.841,7 (111.88)               |
| Số ngày mưa trung bình            | 17.9                           | 14.8                           | 19.5                           | 19.2                           | 16.0                           | 3.7                            | 1.7                            | 4.9                            | 14.5                           | 25.0                           | 22.6                           | 17.6                           | 177.4                          |
| Độ ẩm tương đối trung bình (%)    | 86                             | 84                             | 84                             | 84                             | 84                             | 81                             | 81                             | 81                             | 84                             | 87                             | 87                             | 86                             | 84                             |
| Số giờ nắng trung bình tháng      | 175.2                          | 176.8                          | 176.9                          | 176.8                          | 159.5                          | 130.6                          | 119.2                          | 90.4                           | 95.9                           | 112.9                          | 134.6                          | 167.8                          | 1.716,6                        |
| Nguồn: NOAA                       |                                |                                |                                |                                |                                |                                |                                |                                |                                |                                |                                |                                |                                |

## Ngôn ngữ
Libreville là một trong số ít thành phố châu Phi mà tại đó tiếng Pháp thực sự được dùng như một bản ngữ, với một vài đặc điểm địa phương.

## Kinh tế

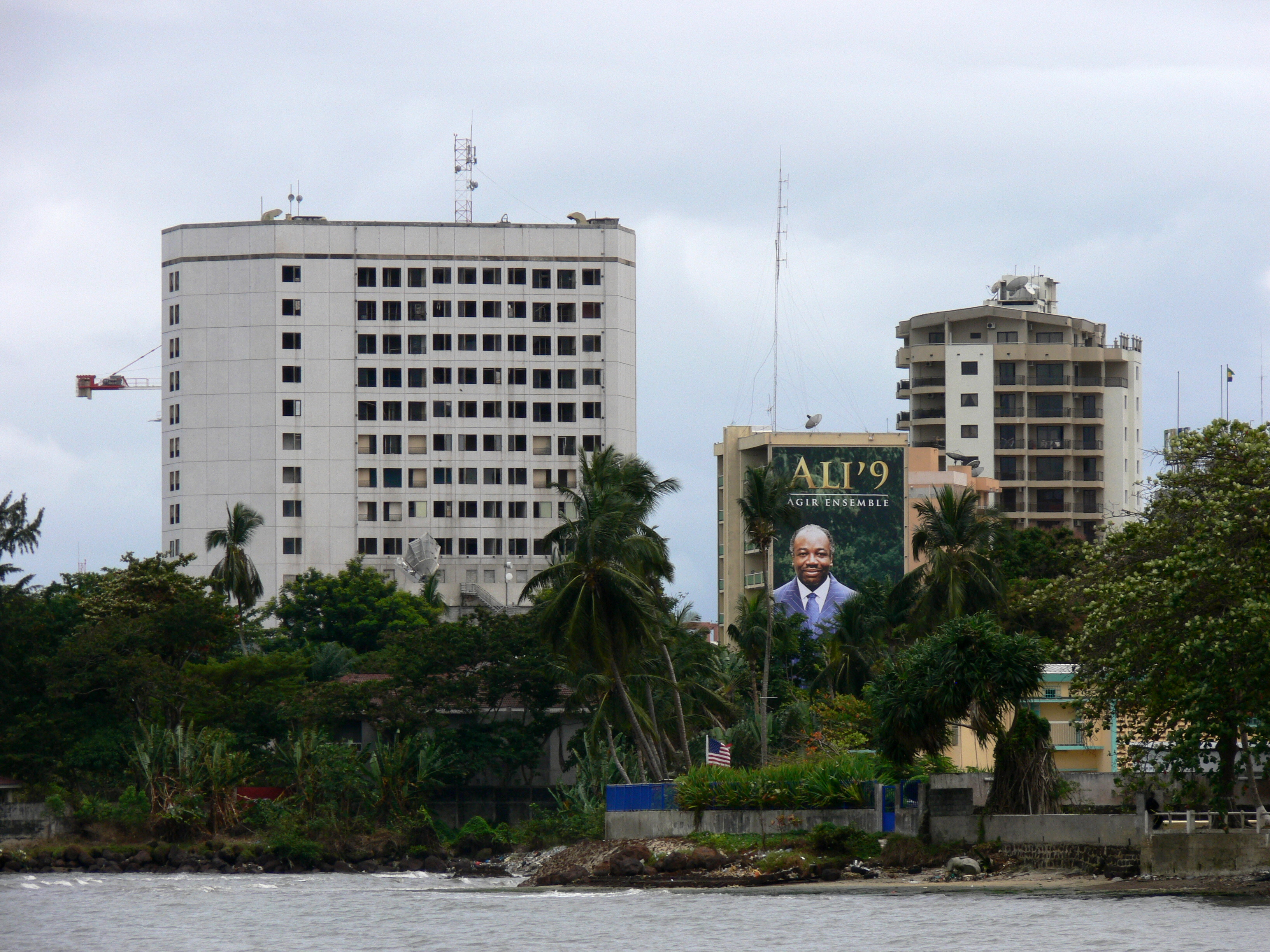
Bãi biển Libreville, 2009, có bảng quảng cáo cho chiến dịch của Tổng thống Ali Bongo Ondimba.

Thành phố này có ngành công nghiệp đóng tàu, ủ bia và các xưởng gỗ. Thành phố này xuất khẩu các vật liệu thô như gỗ, cao su và ca cao từ cảng chính của thành phố, và cảng sâu hơn ở Owendo.

## Hình ảnh

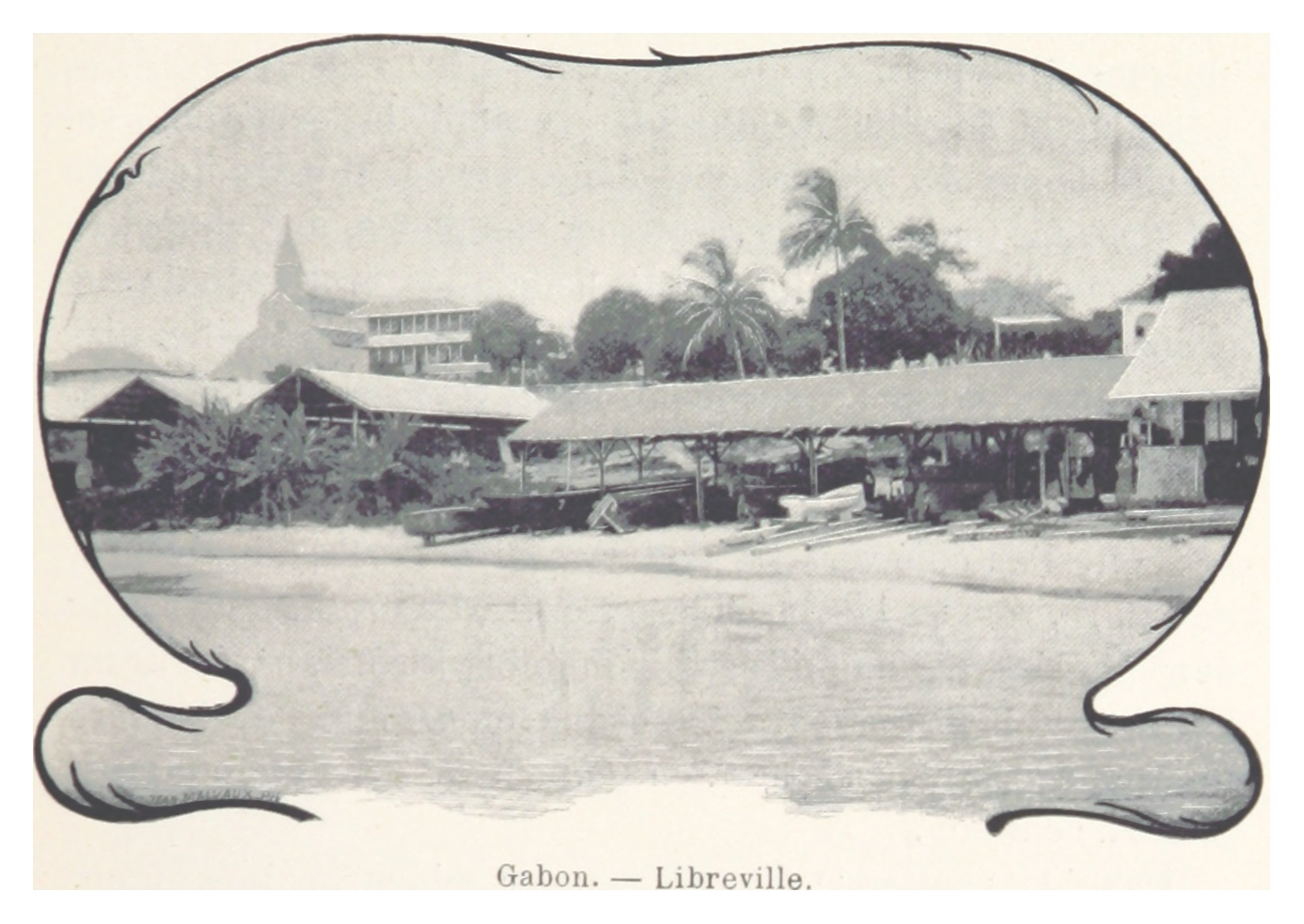
Libreville, 1899
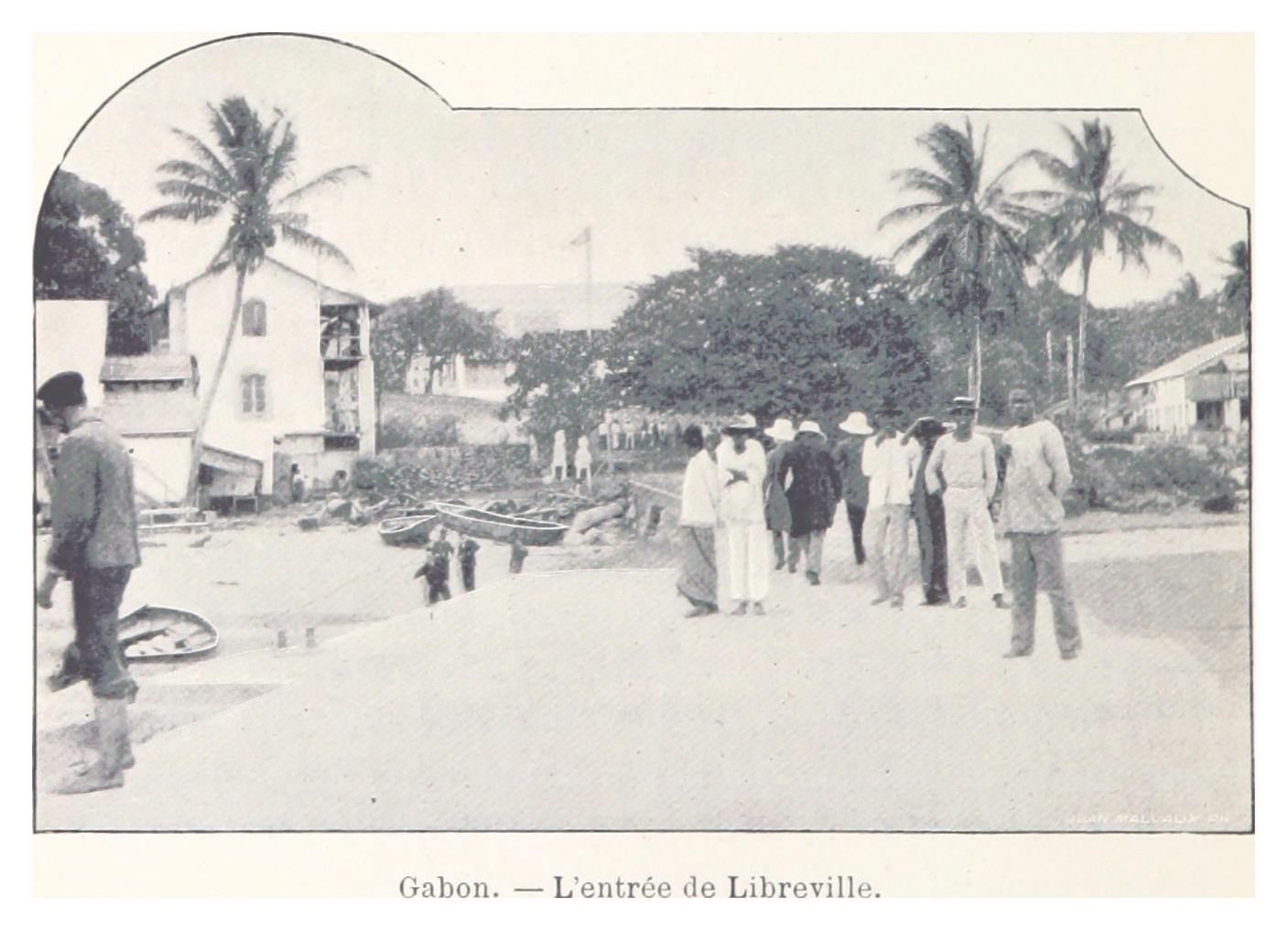
Lối vào Libreville, 1899